# Urotrygon caudispinosus
Urotrygon caudispinosus  (лат.)  — малоизученный вид рода Urotrygon семейства Urotrygonidae отряда хвостоколообразных. Обитает в тропических водах юго-восточной части Тихого океана у побережья Перу. Грудные плавники этих скатов образуют округлый диск. Хвост оканчивается листовидным хвостовым плавником. В средней части хвостового стебля расположен ядовитый шип. 
Не является объектом целевого лова. . Впервые вид был научно описан в 1946 году. Видовой эпитет происходит от слов лат. cauda — «хвост» и лат. spinosus — «колючий». Международный союз охраны природы еще не оценил статус сохранности данного вида.